# Phoenix Wright: Ace Attorney Trials and Tribulations
Phoenix Wright: Ace Attorney - Trials and Tribulations, wydana w Japonii jako Gyakuten Saiban 3 (逆転裁判 3) – przygodowa powieść wizualna na konsolę Nintendo DS, opracowana i wydana przez firmę Capcom. Jest trzecią częścią z serii gier rozpoczętej przez Phoenix Wright: Ace Attorney oraz bezpośrednią kontynuacją gry Phoenix Wright: Ace Attorney Justice for All.

## Rozdziały
Rozdział 1: Turnabout Memories (jap. 思い出の逆転 Omoide no Gyakuten)
Akcja tego rozdziału rozgrywa się 5 lat przed pierwszą rozprawą Phoenixa Wrighta. Poznajemy drugą rozprawę Mii Fey, którą gramy. Sprawa dotyczy zabójstwa przed Uniwersytetem Ivy. Mianowicie dochodzi do tego iż Doug Swallow zostaje porażony prądem. Oskarżonym w tej sprawie jest Phoenix Wright ówczesny student sztuki, który po rozprawie chce studiować prawo. Tak naprawdę zrobiła to jego dziewczyna Dahlia Hawthorne, która próbowała otruć Phoenixa. Chciała odzyskać naszyjnik z buteleczką, w której była kiedyś trucizna, a to był dowód wskazujący na nią, że ona otruła osiem miesięcy temu chłopaka Mii-prawnika. Pozbyła się dowodu dając to Phoenixowi, gdzie spotkali się w czytelni sądowniczej. Tam wyznała mu miłość i zerwała z ofiarą Dougiem. Była to przykrywka aby ona nie została winna w tamtejszej sprawie. Phoenix był w niej szaleńczo zakochany. Więc pokazywał naszyjnik wszystkim.Na każdym spotkaniu Dahlia prosiła go by mu oddał to. W końcu wzięła truciznę z laboratorium uniwersytetu, a że Phoenix był chory to do leku Coldkiller X dodała truciznę jednakże Doug się domyślił więc postanowiła go zabić. Powiedział to Phoenixowi, który go popchnął na parasolkę i w to nie uwierzył. Dalhia początkowo w sądzie broniła Phoenixa jednak tak kłamała ze okazało się, że zabiła Douga i otruła wtedy prawnika. Na końcu tego rozdziału Phoenix przypomina sobie wszystkie te wydarzenia.